# Gens Alfia
La gens Alfia era una gens romana presente tra il I secolo a.C. e il I secolo d.C..

## Tria nomina

### Praenomina
L'unico praenomen della gens attestato è Gaius. 

### Cognomina
I cognomina utilizzati dalla gens furono Flavus, che significa "oro" o "giallo", e Avitus, derivato da avus, "nonno". Il cognemen Flavus sembra essere stato ereditario nella gens, mentre Avitus sembra essere stato un cognomen personale.

## Membri della gens
- Gaio Alfio Flavo: vissuto nel I secolo a.C., fu tribuno della plebe nel 59 a.C. e pretore o quaesitor nel 54 a.C., nella cui veste presiedé al processo di Gabinio per maiestas e a quello di Gneo Plancio, edile accusato di ambitus sulla base della lex Licinia de sodaliciis;
- Alfio Flavo: vissuto nel I secolo d.C., fu retore sotto Augusto e Tiberio e maestro di Lucio Annio Seneca;
- Alfio Avito: vissuto nel I secolo d.C., fu poeta latino nello stesso periodo di Alfio Flavo, qualcuno suppone che potrebbe essere la stessa persona;
- Alfio: vissuto nel I secolo d.C., fu uno storico il cui lavoro sulla Guerra di Troia fu menzionato da Sesto Pompeo Festo;